# Nederländernas arktiska forskningsstation

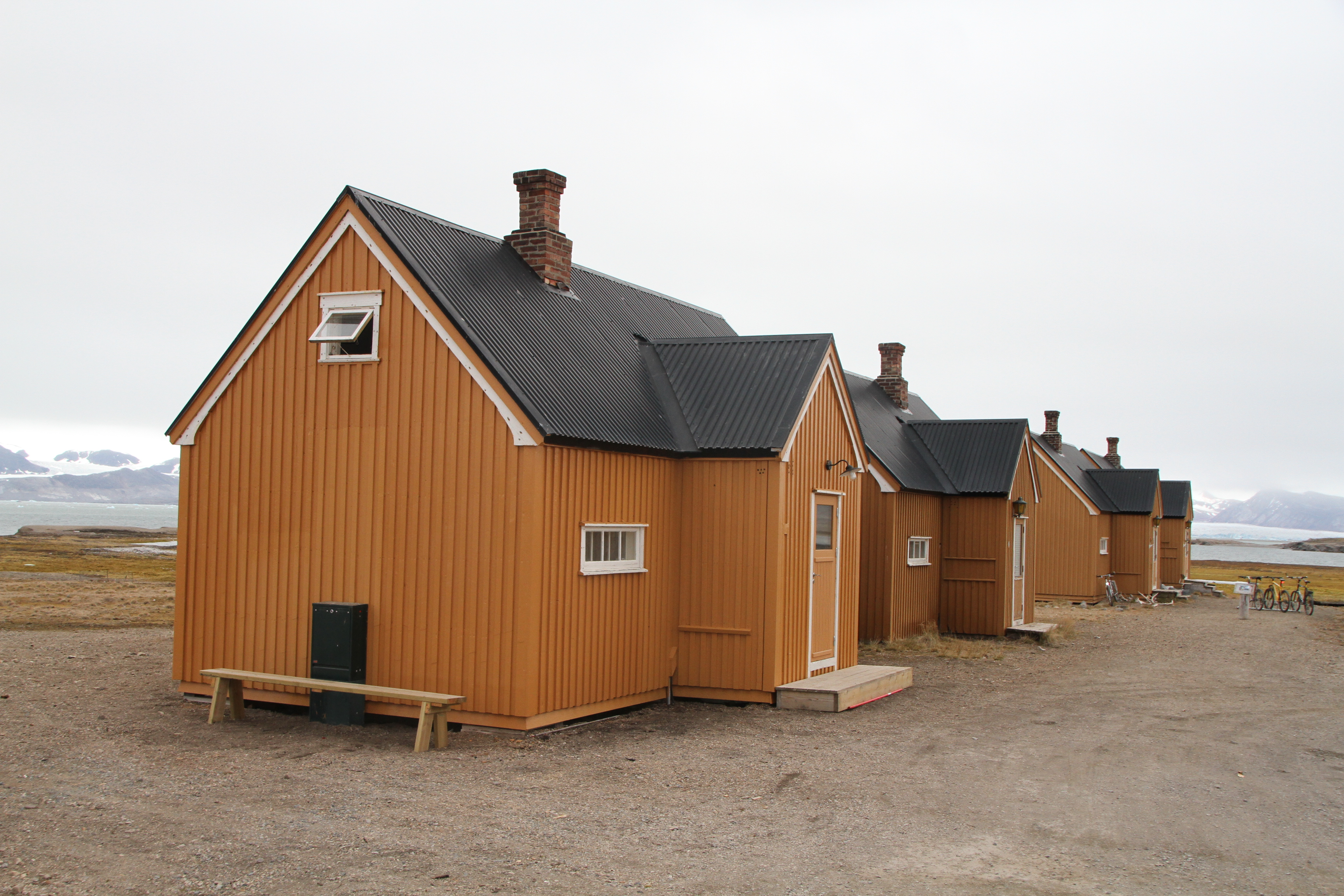
London-husen i Ny-Ålesund med Nederländernas arktiska forskningsstation

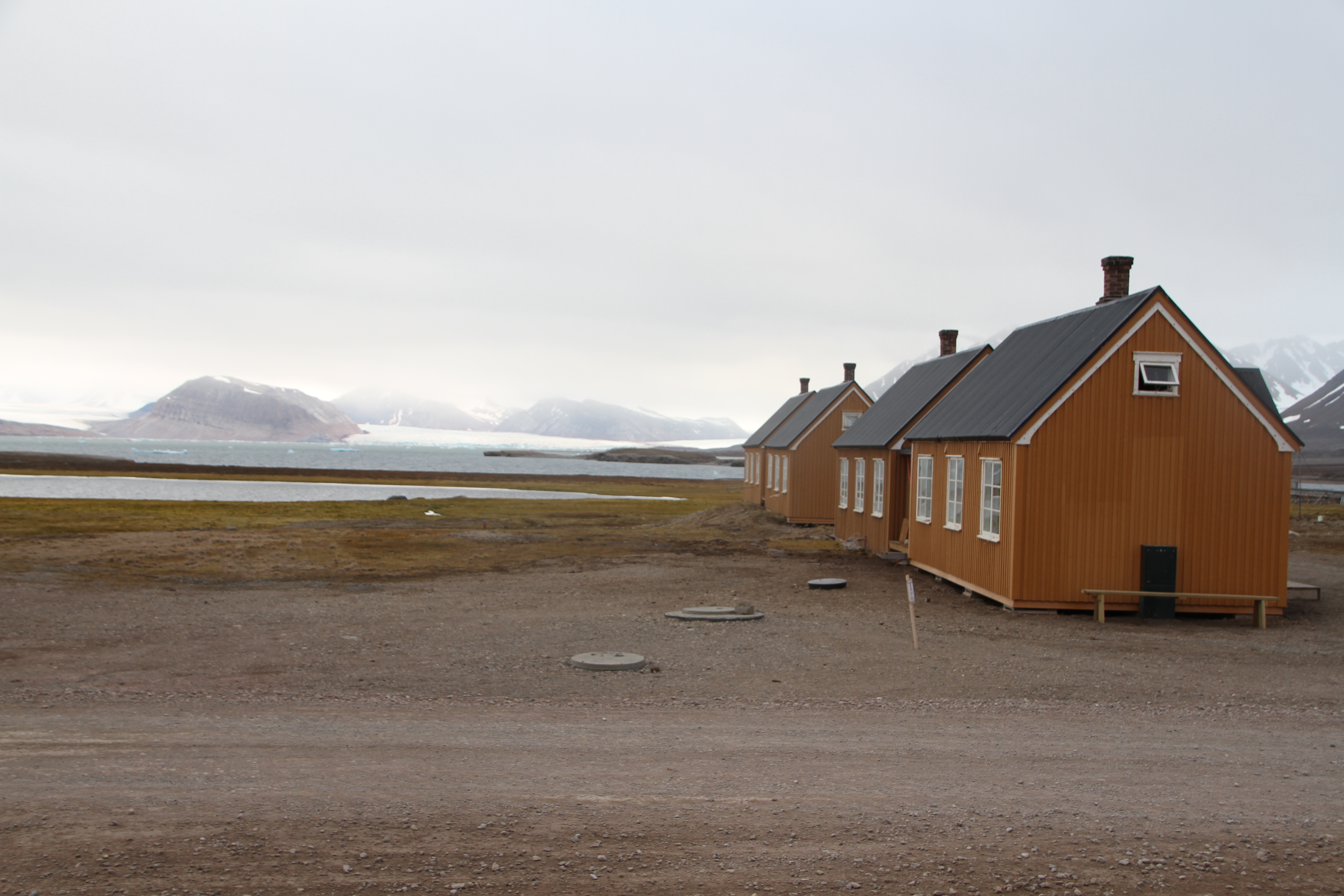
Södra sidan av London-husen med utsikt över ett fågelreservat och Kongsfjorden

Nederländernas arktiska forskningsstation är en nederländsk polarforskningsstation i Ny-Ålesund i Nederländerna.
Nederländernas arktiska forskningsstation drivs av Arctic Centre vid Groningens universitet, vilket centrum grundades 1970 med ursprungligt uppdrag att studera språk och kulturer i arktiska och sub-arktiska områden. Under 1970-talet ökades intresseområdet med arkeologi, biologi och geografi. Den geografiska omfattningen ökades också så småningom till att inkludera Antarktis.
Forskningsstationen, som öppnade 1995, är bemannad sommartid mellan mitten juni och mitten av augusti. Den ligger i de så kallade London-husen i Ny-Ålesund, på tiometers höjd över havet. Dessa två byggnader består av ursprungligen fyra hus som 1949–1950 flyttades till Ny-Ålesund från den nedlagda gruvbyn Ny-London på Blomstrandøya, ungefär fem kilometer norr om Ny-Ålesund på motsatt sida av Kongsfjorden. De är byggnadsminnen.
Stationen är på 114 kvadratmeter, varav laboratorium och lagerlokaler på 16 kvadratmeter vardera samt sex sovrum med åtta sängar. Forskningsarbetet baserar sig i stor utsträckning på utnyttjande av Ny-Ålesunds gemensamma forskningsinfrastruktur, som sköts av Sverdrupstationen och Ny-Ålesunds ägare Kings Bay AS.